# Serjania plicata
Serjania plicata är en kinesträdsväxtart som beskrevs av Ludwig Radlkofer. Serjania plicata ingår i släktet Serjania och familjen kinesträdsväxter. Inga underarter finns listade i Catalogue of Life.